# Rachel Bilson
Rachel Sarah Bilson (Los Angeles, 25 agosto 1981) è un'attrice statunitense.
È nota per aver interpretato Summer Roberts nella serie televisiva The O.C., e Zoe Hart in Hart of Dixie.

## Biografia
Rachel è nata a Los Angeles, California, da padre statunitense di origine ebraica, Danny Bilson (di professione scrittore, produttore cinematografico e regista), e da madre statunitense di origini italiane, Janice Stango (una terapeuta). Nel 1997 i genitori di Rachel si separarono e in seguito suo padre si risposa con l'attrice Heather Medway, con cui ha avuto due figlie, Hattie e Rosemary.
Durante l'adolescenza Rachel ebbe un "periodo autodistruttivo". Quando aveva 14 anni, lei e un gruppo di amici furono coinvolti in un incidente, una collisione frontale con un'altra macchina. Rachel rimase in coma per alcuni giorni, conservando una cicatrice sopra l'occhio. A seguito dell'incidente, soffrì di emicrania e di perdite di memoria. L'attrice ha affermato che l'esperienza la cambiò, facendole capire che doveva fermarsi e non doveva mettersi più nei guai.
Rachel si è diplomata nel 1996 alla Walter Reed Middle School e nel 1999 alla Notre Dame High School. Durante la permanenza alla Notre Dame High School, ha partecipato alle produzioni teatrali di Bye Bye Birdie, Once Upon a Mattress e The Crucible. È anche apparsa sul palcoscenico con Katharine McPhee diventata in seguito una finalista di American Idol.

## Vita privata
Dal 2003 al 2006 ha avuto una relazione con la co-star di The O.C., Adam Brody. Dal 2007 ha una relazione con l'attore Hayden Christensen, conosciuto sul set di Jumper - Senza confini. A metà del 2010 si sono lasciati, rimettendosi insieme pochi mesi dopo. La loro figlia, chiamata Briar Rose, nasce il 29 ottobre 2014. Nel settembre 2017 la coppia annuncia la loro separazione. Nel 2019 ha una breve relazione con l'attore Bill Hader.

## Carriera

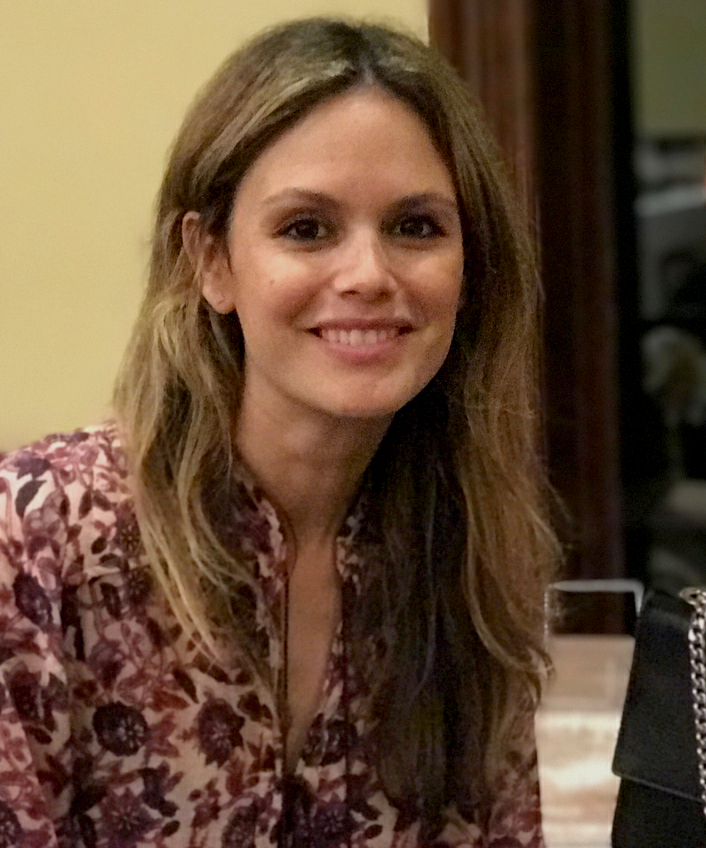
Rachel Bilson nel 2017.

Dopo il liceo, Rachel si iscrive al Grossmont College, a San Diego, ma dopo un anno lascia gli studi per dedicarsi alla carriera nel mondo dello spettacolo. Partecipa ad alcune pubblicità, fino a quando nel 2003 debutta come attrice in alcuni episodi di serie come Buffy l'ammazzavampiri (nel ruolo di una delle Potenziali Cacciatrici) e 8 semplici regole. Sempre nello stesso anno ottiene il ruolo di Summer Roberts nella serie televisiva The O.C., che debutta nell'agosto 2003. Inizialmente il personaggio di Summer Roberts doveva apparire solo in alcuni episodi, ma dato il successo riscontrato Rachel Bilson viene promossa come membro regolare del cast. La serie ottiene un enorme successo e permette ai suoi protagonisti di raggiungere la fama a livello internazionale. Rachel recita in The O.C. fino al 2007, anno in cui la serie viene cancellata, ed è tra i pochi membri del cast ad aver preso parte a tutti i 92 episodi che compongono la serie.
Parallelamente al successo televisivo, Rachel Bilson intraprende anche una carriera cinematografica. Infatti nel 2006 debutta al cinema con un ruolo da protagonista in The Last Kiss, versione americana de L'ultimo bacio di Gabriele Muccino. Nello stesso anno ottiene un ruolo in Jumper - Senza confini, film con protagonista Hayden Christensen, che esce nei cinema nel 2008. Nel 2009 è nel cast del film New York, I Love You, film corale in cui recitano anche Shia LaBeouf, Natalie Portman, Hayden Christensen e Blake Lively. Nello stesso anno è tra i protagonisti di un'altra commedia romantica dal titolo Waiting For Forever.
Nel 2007 torna a recitare in televisione prendendo parte a due episodi della serie tv Chuck, il cui creatore è Josh Schwartz, già creatore di The O.C. Nel 2010 debutta nella quinta stagione della serie How I Met Your Mother nel ruolo di Cindy, il nuovo interesse amoroso del protagonista e coinquilina della misteriosa mamma del titolo; un personaggio ricorrente che continuerà a ricoprire nel corso delle stagioni. Nel 2011 diventa protagonista della nuova serie televisiva creata da Josh Schwartz dal titolo Hart of Dixie, in cui interpreta il ruolo di Zoe Hart. Nel 2012 appare nell'ultimo episodio della sesta stagione di Gossip Girl.
Nel 2017 prende parte in cinque episodi della serie Nashville. Nel 2018 è protagonista insieme a Eddie Cibrian della serie  Take Two.

## Filmografia parziale

### Cinema
- Unbroken, regia di Brad Furman (2003) - cortometraggio
- The Last Kiss, regia di Tony Goldwyn (2006)
- Jumper - Senza confini (Jumper), regia di Doug Liman (2008)
- New York, I Love You, registi vari (2009)
- Waiting for Forever, regia di James Keach (2010)
- Così è la vita (Life Happens), regia di Kat Coiro (2011)
- Bling Ring, regia di Sofia Coppola (2013)
- The To Do List - L'estate prima del college (The To Do List), regia di Maggie Carey (2013)
- American Heist, regia di Sarik Andreasyan (2014)

### Televisione
- It's True! - serie TV, 1 episodio (1998)
- 8 semplici regole (8 Simple Rules) - serie TV, episodio 1x14 (2003)
- Buffy l'ammazzavampiri (Buffy, the Vampire Slayer) - serie TV, episodio 7x18 (2003)
- The O.C. - serie TV, 92 episodi (2003-2007)
- That '70s Show - serie TV, episodio 6x21 (2004)
- Chuck - serie TV, episodi 1x08-1x09 (2007)
- How I Met Your Mother - serie TV, 4 episodi (2010-2014)
- Hart of Dixie - serie TV, 76 episodi (2011-2015)
- Gossip Girl - serie TV, episodio 6x10 (2012)
- Drunk History - serie TV, episodio 4x06 (2016)
- Nashville - serie TV, 5 episodi (2017)
- Take Two - serie TV, 13 episodi (2018)

## Doppiatrici italiane
Nelle versioni in italiano nelle opere in cui ha recitato, Rachel Bilson è stata doppiata da:
- Paola Majano in The O.C., Jumper - Senza confini, Hart of Dixie,
- Barbara Pitotti in Gossip Girl
- Ilaria Latini in The Last Kiss, New York, I Love You
- Francesca Manicone in The To Do List - L'estate prima del college
- Emanuela Pacotto in How I Met Your Mother (ep.5x12, 6x01, 8x13)
- Debora Magnaghi in How I Met Your Mother (ep.9x16)
- Francesca Listri in That '70s Show
- Domitilla D'Amico in Chuck
- Eleonora Reti in Take Two